# Projekt 956 Sarytj
Projekt 956 Sarytj (ryska: Сарыч, NATO-rapporteringsnamn Sovremennyj-klass) är en rysk/sovjetisk jagarklass. Fartygen är tungt bestyckade bland annat ingår robotsystemet P-270 Moskit (NATO-beteckning SS-N-22 Sunburn) som är tillräckligt slagkraftigt för att sänka hangarfartyg. Fartyget är även bestyckat med två stycken dubbla 130 mm kanoner för att effektivt kunna stödja egen trupp vid landstigning.
Första fartyget togs i bruk i den sovjetiska flottan 1980 och fram till Sovjetunionens sammanbrott 1991 konstruerades 14 fartyg. Dessa övergick sedan till Ryssland och produktionen fortsatte med ytterligare fyra fartyg fram till 1994 då produktionen stoppades på grund av stora ekonomiska problem. Detta har även lett till att flera jagare i klassen har tagits ur bruk i förtid. 
Idag finns endast fyra fartyg i bruk i den Ryska marinen varav ett är baserat i den ryska Östersjöflottan. Detta kan ha att göra med huvudmaskineriet som utgörs av ångturbiner och som ska vara allt svårare och dyrare att underhålla.
År 1996 köpte Kina två stycken halvklara fartyg av Ryssland och ytterligare två av en modifierad version under början av 2000-talet.

## Fartyg

### Sovjetiska flottan

#### Sovremennyy
Påbörjad: 3 mars 1976,  sjösatt: 18 november 1978, Tagen i tjänst: 25 december 1980, tagen ur tjänst:  1998

Sovremennyy började byggas 3 mars  1976 och togs i tjänst 25 december 1980 i Norra flottan. Togs ur tjänst 1998.

#### Otchayannyy
Påbörjad: 1 mars 1977,  sjösatt: 29 mars 1980, Tagen i tjänst: 30 september 1982, tagen ur tjänst:  1998

Otchayannyy började byggas 1 mars  1977 och togs i tjänst 30 september 1982 i Norra flottan. Togs ur tjänst  1998.

#### Otlichnyy
Påbörjad: 22 april 1978,  sjösatt: 21 mars 1981, Tagen i tjänst: 30 september 1983, tagen ur tjänst:  1998

Otlichnyy började byggas 22 april  1978 och togs i tjänst 30 september 1983 i Norra flottan. Togs ur tjänst  1998.

#### Osmotritelnyy
Påbörjad: 27 oktober 1978,  sjösatt: 24 april 1982, Tagen i tjänst: 30 september 1984, tagen ur tjänst:  1998

Osmotritelnyy började byggas 27  oktober 1978 och togs i tjänst 30 september 1984 i Stillahavsflottan. Togs ur  tjänst 1998.

#### Bezuprechnyy
Påbörjad: 29 januari 1981,  sjösatt: 25 juli 1983, Tagen i tjänst: 6 november 1985, tagen ur tjänst:  2001

Bezuprechnyy började byggas 29  januari 1981 och togs i tjänst 6 november 1985 i Norra flottan. Togs ur  tjänst 2001.

#### Boevoy
Påbörjad: 26 mars 1982,  sjösatt: 4 augusti 1984, Tagen i tjänst: 28 september 1986, tagen ur tjänst:  2010

Boevoy började byggas 26 mars 1982  och togs i tjänst 28 september 1986 i Stillahavsflottan. Togs ur tjänst 2010.

#### Stoykiy
Påbörjad: 28 september 1982,  sjösatt: 27 juli 1985, Tagen i tjänst: 31 december 1986, tagen ur tjänst:  1998

Stoykiy började byggas 28 september  1982 och togs i tjänst 31 december 1986 i Stillahavsflottan. Togs ur tjänst  1998.

#### Okrylyonnyy
Påbörjad: 16 april 1983,  sjösatt: 31 maj 1986, Tagen i tjänst: 30 december 1987, tagen ur tjänst:  1998

Okrylyonnyy började byggas 16 april  1983 och togs i tjänst 30 december 1987 i Norra flottan. Togs ur tjänst 1998.

#### Burnyy
Påbörjad: 4 november 1983,  sjösatt: 30 december 1986, Tagen i tjänst: 30 september  1988

Burnyy började byggas 4 november 1983  och togs i tjänst 30 september 1988 i Stillahavsflottan.

#### Gremyashchiy
Påbörjad: 23 november 1984,  sjösatt: 30 maj 1987, Tagen i tjänst: 30 december 1988, tagen ur tjänst:  2006

Gremyashchiy började byggas 23  november 1984 och togs i tjänst 30 december 1988 i Norra flottan. Togs ur  tjänst 2006.

#### Bystryy
Påbörjad: 29 oktober 1985,  sjösatt: 28 november 1987, Tagen i tjänst: 30 september  1989

Bystryy började byggas 29 oktober  1985 och togs i tjänst 30 september 1989 i Stillahavsflottan.

#### Rastoropnyy
Påbörjad: 15 augusti 1986,  sjösatt: 4 juni 1988, Tagen i tjänst: 30 december 1989, tagen ur tjänst:  2012

Rastoropnyy började byggas 15 augusti  1986 och togs i tjänst 30 december 1989 i Norra flottan. Togs ur tjänst 2012.

#### Bezboyaznennyy
Påbörjad: 8 januari 1987,  sjösatt: 18 februari 1989, Tagen i tjänst: 28 december 1990, tagen ur tjänst:  2016

Bezboyaznennyy började byggas 8  januari 1987 och togs i tjänst 28 december 1990 i Stillahavsflottan. Togs ur  tjänst 2016.

#### Gremyashchiy
Påbörjad: 24 februari 1987,  sjösatt: 30 september 1989, Tagen i tjänst: 25 juni 1991, tagen ur tjänst:  2013

Gremyashchiy började byggas 24  februari 1987 och togs i tjänst 25 juni 1991 i Norra flottan. Togs ur tjänst  2013.

#### Bespokoynyy
Påbörjad: 18 april 1987,  sjösatt: 9 juni 1990, Tagen i tjänst: 28 december 1991, tagen ur tjänst:  2018

Bespokoynyy började byggas 18 april  1987 och togs i tjänst 28 december 1991 i Östersjöflottan. Togs ur tjänst  2018.

#### Nastoychivyy
Påbörjad: 7 april 1988,  sjösatt: 19 januari 1991, Tagen i tjänst: 30 december  1992

Nastoychivyy började byggas 7 april  1988 och togs i tjänst 30 december 1992 i Östersjöflottan.

#### Admiral Ushakov
Påbörjad: 6 maj 1988,  sjösatt: 28 december 1991, Tagen i tjänst: 30 december  1993

Admiral Ushakov  började byggas  6 maj 1988 och togs i tjänst 30 december 1993 i Norra flottan.

### Folkets befrielsearmés flotta

#### Hangzhou
Påbörjad: 4 november 1988,  sjösatt: 27 maj 1994, Tagen i tjänst: 25 december  1999

Hangzhou började byggas 4 november  1988 och togs i tjänst 25 december 1999 i Ostsjöflottan.

#### Fuzhou
Påbörjad: 22 april 1989,  sjösatt: 16 april 1999, Tagen i tjänst: 20 november  2000

Fuzhou började byggas 22 april 1989  och togs i tjänst 20 november 2000 i Ostsjöflottan.

#### Taizhou
Påbörjad: 3 juli 2002,  sjösatt: 27 april 2004, Tagen i tjänst: 28 december  2005

Taizhou började byggas 3 juli 2002  och togs i tjänst 28 december 2005 i Ostsjöflottan.

#### Ningbo
Påbörjad: 15 november 2002,  sjösatt: 23 juli 2004, Tagen i tjänst: 27 september  2006

Ningbo började byggas 15 november  2002 och togs i tjänst 27 september 2006 i Ostsjöflottan.